# Далырский наслег
Далырский наслег — сельское поселение в Верхневилюйском улусе Якутии Российской Федерации.
Административный центр — село Далыр.

## История
Статус и границы сельского поселения установлены Законом Республики Саха (Якутия) от 30 ноября 2004 года N 173-З N 353-III «Об установлении границ и о наделении статусом городского и сельского поселений муниципальных образований Республики Саха (Якутия)».

## Население
| 2002 | 2010  | 2011  | 2012 | 2013 | 2014 | 2015 |
| ---- | ----- | ----- | ---- | ---- | ---- | ---- |
| 954  | ↗1002 | ↘1001 | ↘988 | ↘970 | ↘963 | ↗975 |
| 2016 | 2017  | 2018  | 2019 | 2020 | 2021 |      |
| ↘971 | ↗976  | ↗988  | ↘978 | ↗989 | ↘978 |      |

## Состав сельского поселения
| № | Населённый пункт | Тип населённого пункта       | Население |
| - | ---------------- | ---------------------------- | --------- |
| 1 | Быччагдан        | посёлок                      | ↘62       |
| 2 | Далыр            | село, административный центр | ↘744      |
| 3 | Кулусуннах       | посёлок                      | ↗37       |